# 延命寺 (会津若松市)
延命寺（えんめいじ）は、福島県会津若松市にある真言宗豊山派の寺院。山号は伽羅陀山、迦羅陀山。境内にある延命寺地蔵堂（えんめいじじぞうどう）は、国の重要文化財で、藤倉二階堂（ふじくらにかいどう）ともよばれる。

## 歴史
大同2年（807年）に徳一によって慧日寺の塔頭寺として建立されたと伝えられる。その後、延久元年（1069年）に承恵によって中興されたが、慧日寺の隆盛、衰退とともにそれを繰り返した。
天文年間（1532年- 1554年）に賢長によって修補されたが、寛文年間（1661年- 1672年）に本堂が焼失し、再建されるも戊辰戦争で新政府軍によって村ごと焼き払われた。この兵火によって地蔵堂以外の本堂、客殿、庫裏等の建造物は焼失したが、本尊と数体の仏像、過去帳は持ち出され、焼失をまぬがれた。平成3年（1991年）、本堂、庫裏、鐘楼が再建された。

## 延命寺地蔵堂
延命寺境内にあり、室町時代中期の建立とされる。地蔵堂は、桁行3間、梁間3間、屋根は本瓦葺、一重裳階（もこし）付きで寄棟造の禅宗様建築である。屋根が重層になっているため、俗に二階堂とよばれる。明治36年（1903年）4月15日、旧古社寺保存法によって特別保護建造物（後の国宝保存法による旧国宝）に指定され、現在は国の重要文化財に指定されている。
明治期の指定時は茅葺屋根であったが、大正2年（1913年）の解体修理の際に本瓦葺に葺き替えられた。